# Mount Holly Springs
Mount Holly Springs é um distrito localizado no estado norte-americano de Pensilvânia, no Condado de Cumberland.

## Demografia
Segundo o censo norte-americano de 2000, a sua população era de 1925 habitantes.
Em 2006, foi estimada uma população de 1912, um decréscimo de 13 (-0.7%).

## Geografia
De acordo com o United States Census Bureau tem uma área de
4,0 km², dos quais 3,9 km² cobertos por terra e 0,1 km² cobertos por água. Mount Holly Springs localiza-se a aproximadamente 215 m acima do nível do mar.

## Localidades na vizinhança
O diagrama seguinte representa as localidades num raio de 16 km ao redor de Mount Holly Springs.